# Физические свойства
Физи́ческие сво́йства вещества — свойства, которые проявляются веществом в процессах, при которых вещество остаётся химически неизменным. К ним относится способность плавиться, кипеть, деформироваться и тому подобные свойства.
Вещество остается самим собой, то есть химически неизменным, до тех пор, пока сохраняются неизменными состав и строение его молекул (для немолекулярных веществ — пока сохраняется его состав и характер связей между атомами). Различия в физических свойствах и других характеристиках веществ позволяют разделять состоящие из них смеси.
Физические свойства для одного и того же агрегатного состояния вещества могут быть разные. Например, механические, тепловые, электрические, оптические физические свойства зависят от выбранного направления в кристалле (см. анизотропия).